# ژانگیوان
ژانگیوان (به لاتین: Zhongyuan) یک منطقه در جمهوری خلق چین است که در ژنگژو واقع شده‌است.

## خصوصیات
ژانگیوان ~۲۴٬۱۷۰٬۰۰۰ نفر جمعیت دارد.